# Хромов, Август Петрович
Август Петрович Хромов (род. 17 июня 1935, Оленьково, Московская область) — доктор физико-математических наук, профессор, заведующий кафедрой дифференциальных уравнений и прикладной математики Саратовского государственного университета им. Н. Г. Чернышевского, заслуженный деятель науки РФ (1997).

## Биография
Родился 17 июня 1935 г. в с. Оленьково (ныне — Тульской области).
Окончил Саратовский государственный университет имени Н. Г. Чернышевского по специальности математика (1958).
Работает там же, с 1976 г. (со дня её основания) заведующий кафедрой дифференциальных уравнений и прикладной математики.
Доктор физико-математических наук (1973), тема диссертации «Конечномерные возмущения вольтерровых операторов». Профессор (1976).
Основатель саратовской научной школы «Спектральная теория несамосопряженных дифференциальных и интегральных операторов», на её поддержку получил президентские гранты в 2000, 2003, 2008 и 2010 гг.

## Награды и звания
Заслуженный деятель науки Российской Федерации (1997). Награждён медалью ордена «За заслуги перед Отечеством» II степени (2010).

## Научные труды
Автор более 300 публикаций, в том числе 2 монографий.
Сочинения:
- Разложение по собственным функциям обыкновенных линейных дифференциальных операторов на конечном интервале // Докл. АН СССР. 1962. Т. 146, № 2. С. 1294—1297.
- Разложение по собственным функциям обыкновенных дифференциальных операторов с нерегулярными распадающимися краевыми условиями // Докл. АН СССР. 1963. Т. 152, № 6. С. 1324—1326.
- Разложение по собственным функциям обыкновенных линейных дифференциальных операторов с нерегулярными распадающимися краевыми условиями // Матем. сб. 1966. Т. 70 (112), № 3. С. 310—329.
- О порождающих элементах некоторых вольтерровых операторов, связанных с дифференциальными операторами третьего и четвёртого порядков // Матем. заметки. 1968. Т. 3, № 6. С. 715—720.
- Оператор дифференцирования и ряды типа Дирихле // Матем. заметки. 1969. Т. 6, № 6. С. 759—766.
- О представлении произвольных функций некоторыми специальными рядами // Матем. сб. 1970. Т. 83 (125), № 2 (10). С. 165—180.
- Об одном представлении ядер резольвент вольтерровых операторов и его применениях // Матем. сб. 1972. Т. 89 (131), № 2 (10). С. 207—226.
- Конечномерные возмущения вольтерровых операторов // Докл. АН СССР. 1973. Т. 209, № 2. С. 309—311.
- Асимптотика резольвентного ядра вольтеррова оператора и её применение // Матем. заметки. 1973. Т. 13. № 6. С. 857—868.
- Конечномерные возмущения вольтерровых операторов. Автореферат докторской диссертации // Матем. заметки. 1974. Т. 16, № 41. С. 669—680.
- Дифференциальный оператор с нерегулярными распадающимися краевыми условиями // Матем. заметки. 1976. Т. 19, № 5. С. 763—772.
- О порождающих функциях вольтерровых операторов // Матем. сб. 1977. Т. 102 (144), № 3. С. 457—472.
- Теоремы равносходимости для интегродифференциальных и интегральных операторов // Матем. сб. 1981. Т. 114 (156), № 3. С. 378—405.
- Мацнев Л. Б., Хромов А. П. О порождающих функциях интегральных вольтерровых операторов // Матем. заметки. 1983. Т. 33, № 3. С. 423—434.

### Монографии
- Новые методы аппроксимации в задачах действительного анализа и в спектральной теории: [колл. моногр.] / [А. П. Хромов, С. Ф. Лукомский, С. П. Сидоров, П. А. Терехин] ; Саратовский UE им. Н. Г. Чернышевского. - Саратов : Изд-во Саратовского ун-та, 2015. - 303 с.; 21 см.; ISBN 978-5-292-04345-4 : 100 экз.

### Учебные пособия
- Проекторы Рисса и ряды Фурье по собственным функциям : учеб. пос. / А. П. Хромов, В. А. Халова ; Саратовский гос. ун-т им. Н. Г. Чернышевского. - Саратов : Изд-во Саратовского ун-та, 2009. - 24, [2] с.; 20 см.; ISBN 978-5-292-03945-7
- Сборник задач по функциональному анализу : учеб.-метод. пос. для студ. мех.-матем. факультета / А. П. Гуревич, В. В. Корнев, А. П. Хромов; Саратовский ГУ им. Н. Г. Чернышевского. - Саратов : Изд-во СГУ, 2009. - 162, [1] с. : ил.; 21 см.; ISBN 978-5-292-03915-0